# 臺南市政府水利局
臺南市政府水利局（簡稱臺南市水利局），是臺南市政府所屬的一級機關，專責推動臺南市各項治水政策、水利建設業務。

## 組織架構

### 局本部
- 局長[a]
- 副局長
- 主任秘書
- 總工程司
- 專門委員（2人）
- 副總工程司（2人）

### 內部單位
- 綜合企劃科[b]
- 水利行政科
- 水利新建工程科
- 水利養護工程科
- 水土保持工程科
- 雨水下水道工程科
- 污水新建工程科
- 污水養護工程科
- 水門抽水站管理科
- 秘書室
- 人事室
- 會計室
- 政風室

## 外部連結
- 臺南市政府水利局官網 （页面存档备份，存于）（中文）（英文）